# Horst Knieling
Horst Knieling (Lebensdaten unbekannt) ist ein ehemaliger deutscher Fußballspieler.

## Werdegang
Der Mittelfeldspieler Horst Knieling stand in der Saison 1949/50 im Kader von Arminia Bielefeld. Der Verein spielte in dieser Saison in der seinerzeit erstklassigen Oberliga West. Dort kam Knieling zu einem Einsatz und blieb dabei ohne Torerfolg. Mit der Arminia stieg Knieling am Saisonende ab. Es ist nicht bekannt, ob Knieling den Verein anschließend verließ oder in der Amateurmannschaft der Bielefelder weiterspielte.